# Pieczyska (Stupsk)
Pieczyska – część wsi Stupsk w Polsce, położona w województwie mazowieckim, w powiecie mławskim, w gminie Stupsk. Wchodzi w skład sołectwa Stupsk.
W latach 1975–1998 Pieczyska administracyjnie należały do województwa ciechanowskiego.
Wierni kościoła rzymskokatolickiego należą do  parafii św. Wojciecha w Stupsku.